# Ной-Каліс
Ной-Каліс (нім. Neu Kaliß) — громада в Німеччині, розташована в землі Мекленбург-Передня Померанія. Входить до складу району Людвігслуст-Пархім. Складова частина об'єднання громад Деміц-Малліс.
Площа — 34,05 км2. Населення становить 1955 ос. (станом на 31 грудня 2020).

## Галерея

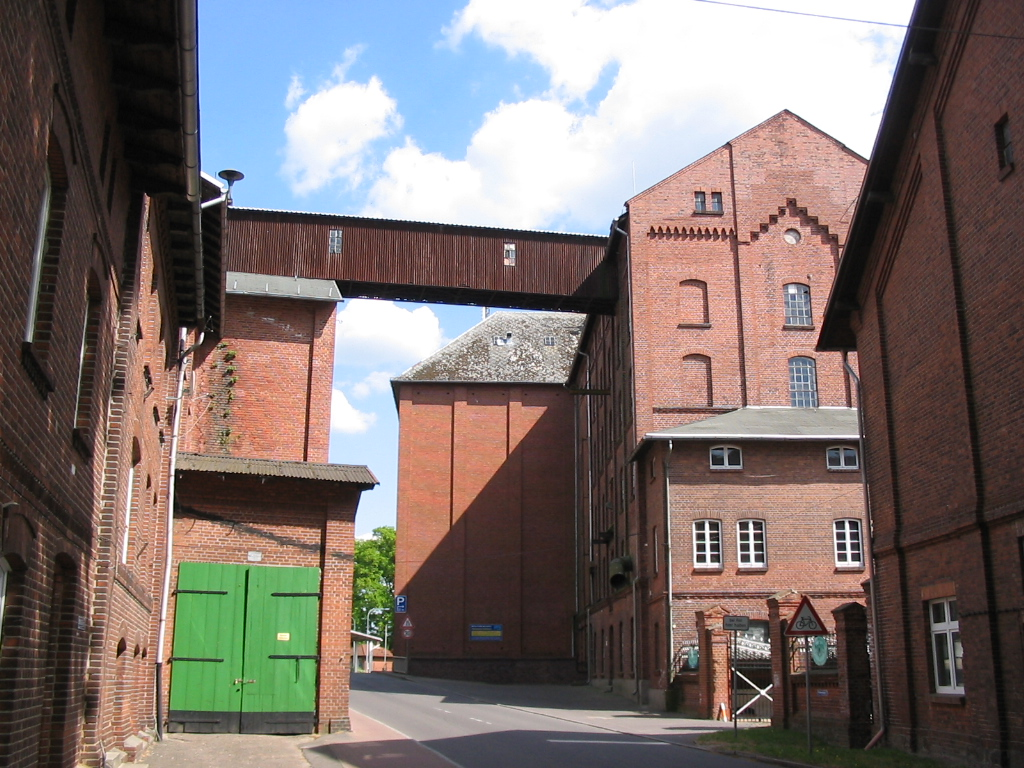
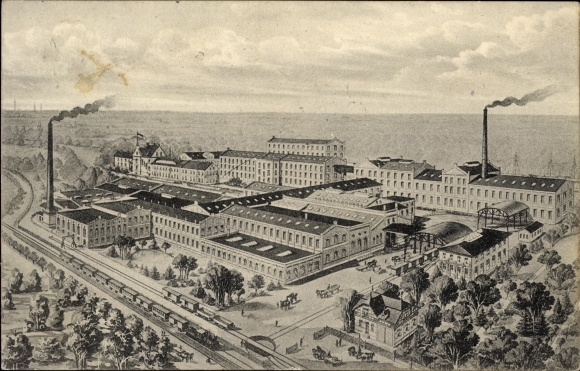
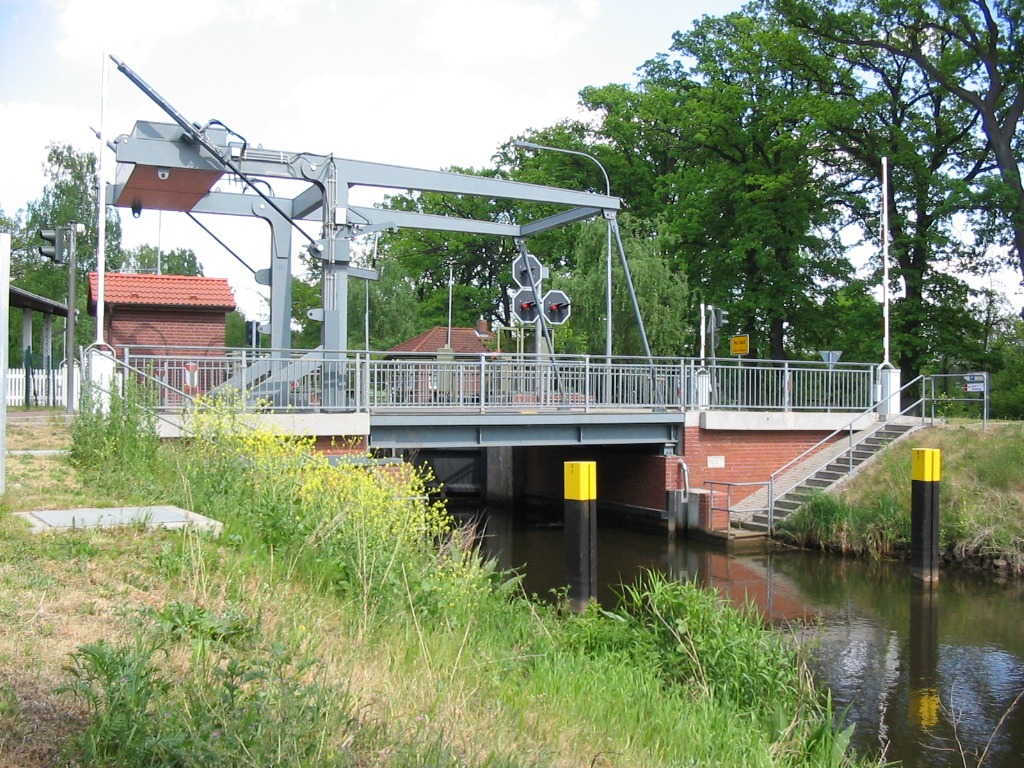
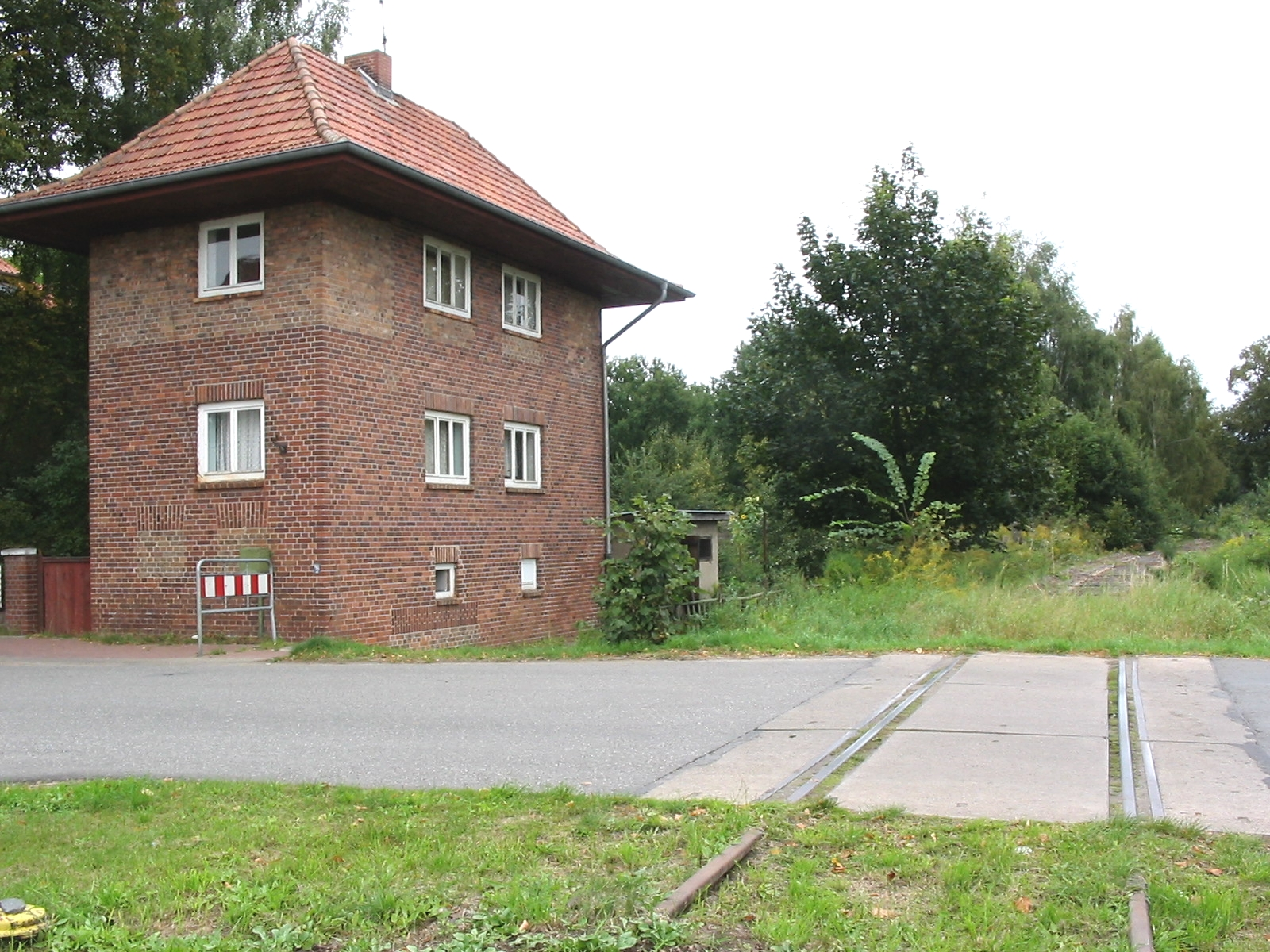